# Chicago O’Hare International Airport

i7
i11
i13
Der Chicago O’Hare International Airport (IATA-Code: ORD, ICAO-Code: KORD) ist der größte Flughafen der Stadt Chicago im US-Bundesstaat Illinois. Der Flughafen ist nach Edward O’Hare benannt, der im Zweiten Weltkrieg als Pilot gedient hatte.
Der O’Hare International Airport war im Jahr 2023 nach Passagieren der neuntgrößte Flughafen der Welt, bei den Flugbewegungen lag er auf dem zweiten Platz. Der Flughafen ist Ziel zahlreicher Interkontinentalflüge und bildet ein wichtiges Luftfahrt-Drehkreuz der Fluggesellschaften American Airlines sowie United Airlines.
Neben ihm gibt es einen weiteren Flughafen in Chicago, den Flughafen Chicago-Midway. Der unweit der Innenstadt am Michigansee erbaute Merrill C. Meigs Field Airport wurde 2003 abgerissen.

## Geschichte

### 20. Jahrhundert
Der Flughafen wurde während des Zweiten Weltkriegs 1942–1943 ursprünglich als Werksflugplatz für die Douglas Aircraft Company erbaut, die hier Maschinen vom Typ C-54 Skymaster fertigte. Der Vertrag mit Douglas lief 1945 aus und Pläne, hier Zivilflugzeuge zu bauen, zerschlugen sich. Nach der Werksschließung wurde der Flughafen in Orchard Field Airport umbenannt, woher auch der IATA-Code ORD stammt. Im Jahr 1949 erfolgte dann zu Ehren des Marinefliegers Lt. Cmdr. Edward „Butch“ O’Hare die Umbenennung in den bis heute geläufigen Namen.
In den frühen 1950er Jahren wurde die Auslastung des Flughafens Chicago-Midway, seit 1931 Chicagos Hauptflughafen, zu groß; für die aufkommenden Düsenflugzeuge der ersten Generation war Midway nicht geeignet. Die Stadt Chicago und die Bundesluftfahrtbehörde der Vereinigten Staaten machten sich daran, O’Hare als zukünftigen Stadtflughafen zu entwickeln. Als erster großer Flughafen, der nach dem Zweiten Weltkrieg geplant wurde, war O'Hare mit seinem innovativen Design wegweisend für Konzepte wie Wartehallen, direkten Autobahnzugang zum Terminal, Fluggastbrücken und unterirdische Betankungssysteme.

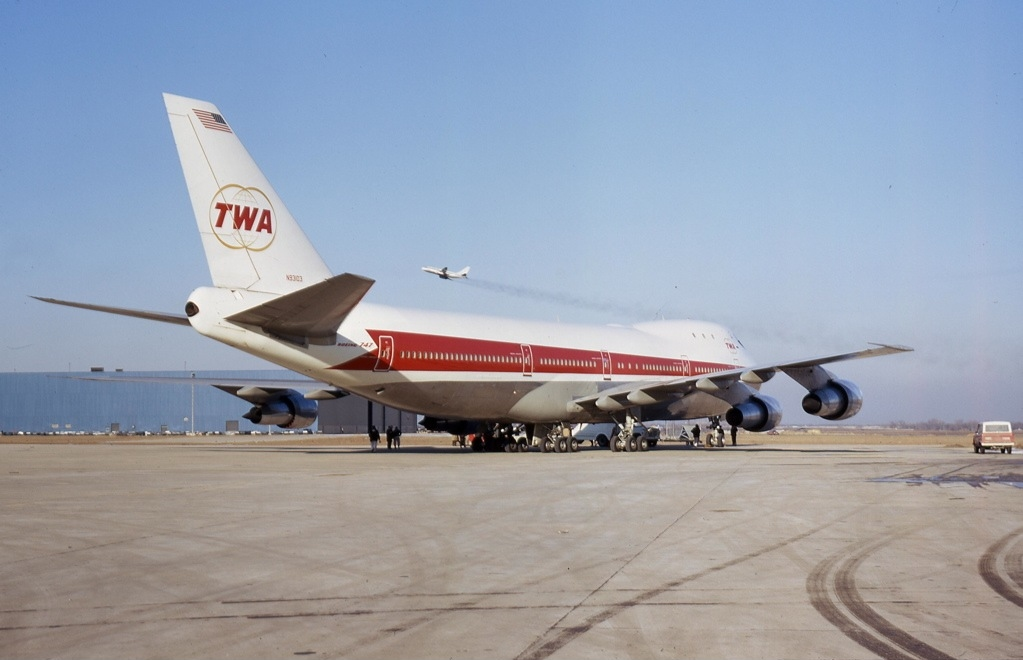
Eine Boeing 747-100 der TWA auf dem Vorfeld (1970)

Im Jahr 1955 starteten die ersten Linienflüge, 1958 wurde ein Terminal für internationale Flüge erbaut, aber erst nach der Erweiterung 1962 verlagerten sich auch Teile des Inlandsflugverkehrs von Midway hierher. Mit rund zehn Millionen Flugpassagieren jährlich war der Flughafen Chicago-O’Hare schlagartig der verkehrsreichste Flughafen der Welt und verdoppelte das Fluggastaufkommen noch einmal in den zwei darauffolgenden Jahren. Insgesamt hielt Chicago O‘Hare den Titel des verkehrsreichsten Flughafens der Welt von 1963 bis 1998.
In den 1980ern erfolgte die Erschließung an die Chicago Elevated, wodurch der Flughafen als einer der ersten in den Vereinigten Staaten einen vollwertigen Nahverkehrsanschluss erhielt.

### 21. Jahrhundert
Mit dem 2005 angefangenen O‘Hare Modernization Program (OMP) begann der Flughafen, sich kreuzende Start- und Landebahnen schrittweise zu entfernen und neue Pisten zu erbauen, um mehr Flugbewegungen bewältigen zu können und damit seine Effizienz zu steigern. Konkret wurden drei Start- und Landebahnen abgerissen, vier neu gebaut und zwei verlängert. Die Rekonfiguration des Pistensystems wurde 2021 abgeschlossen und kostete 6,6 Milliarden US-Dollar.
Zu Beginn des Jahres 2018 veröffentlichte der damalige Bürgermeister Rahm Emanuel unter der Bezeichnung O‘Hare 21 ein 8,5 Milliarden US-Dollar umfassendes Investitionsprogramm, durch welches ein neues Hauptterminal und zwei neue Satellitenterminals errichtet werden sollen. Das Hauptterminal soll den Namen Global Terminal tragen und besonders auf umsteigende Passagiere ausgelegt sein. Es soll am Standort des bisherigen Terminal 2 gebaut werden und 2030 eröffnen.

## Lage und Verkehrsanbindung

### Lage
Der Chicago O’Hare International Airport befindet sich 25 Kilometer nordwestlich des Stadtzentrums von Chicago. Der Flughafen liegt größtenteils auf dem Gebiet der Stadt Chicago, kleinere Teile liegen auf dem Gebiet der Orte Bensenville, Des Plaines und Schiller Park. Zudem liegt ein Großteil des Flughafengeländes im Cook County, ein kleiner Teil liegt im DuPage County.

### Verkehrsanbindung
Beide Terminalkomplexe liegen an der Interstate 190. Östlich des Flughafens kreuzt die Interstate 190 den U.S. Highway 12 sowie den U.S. Highway 45, die Interstate 294 und mündet in die Interstate 90 ein. Daneben verläuft die Illinois State Route 19 südlich des Flughafens, während die Illinois State Route 72 nördlich des Flughafens verläuft.

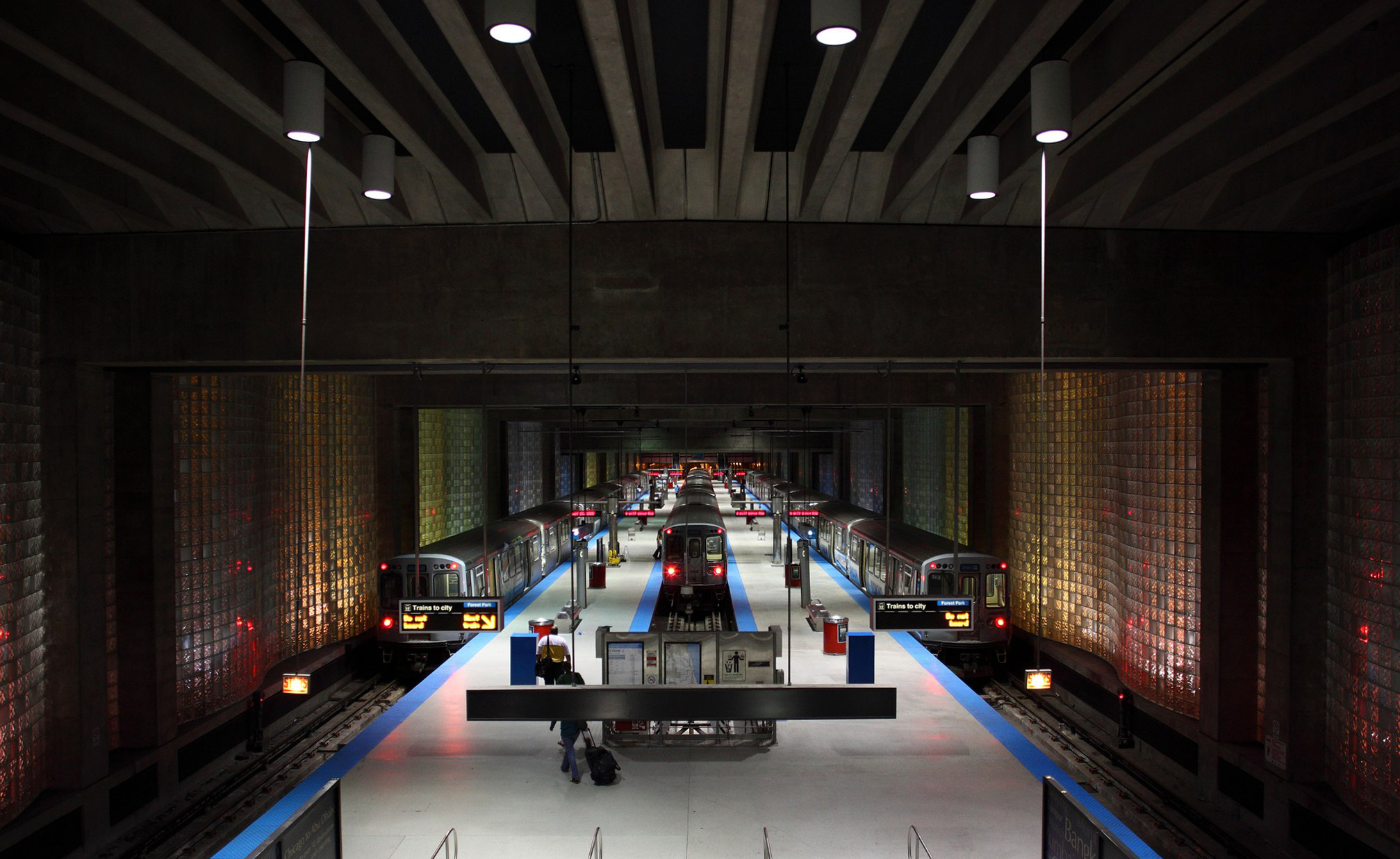
Flughafenstation der Chicago Elevated

Am westlichen Terminalkomplex befindet sich die Flughafenstation der Chicago Elevated, von wo aus die Blue Line innerhalb von 40 Minuten zur Innenstadt verkehrt. 
Der Peoplemover Airport Transit System verbindet alle Terminals mit der O'Hare Multi-Modal Facility (MMF), wo sich das Mietwagenzentrum befindet und Umsteigemöglichkeiten zur O'Hare Transfer Station bestehen. Der dort verkehrende METRA North Central Service fährt in unter 40 Minuten zur Chicago Union Station.
Die ebenfalls von der MMF verkehrenden Buslinien 250 und 330 von Pace erschließen die Außenbezirke Chicagos, während regionale Busgesellschaften Verbindungen nach Madison, Milwaukee, Rockford und Waukesha anbieten.

## Flughafenanlagen
Der Chicago O’Hare International Airport erstreckt sich über 3087 Hektar.

### Start- und Landebahnen
Der Chicago O’Hare International Airport verfügt über insgesamt acht Start- und Landebahnen, von diesen verlaufen sechs in einer Ost-West-Ausrichtung parallel zueinander, die restlichen zwei verlaufen in einer parallelen Nordost-Südwest-Ausrichtung. Dabei verfügen alle Landebahnen außer Landebahn 04L über Instrumentenlandesysteme (ILS).
| Bezeichnung | Maße in Metern | Belag         | Ausrichtung     | Inbetriebnahme  |
| ----------- | -------------- | ------------- | --------------- | --------------- |
| 04L/22R     | 2286 × 46      | Asphalt       | Nordost-Südwest | 1943            |
| 04R/22L     | 2461 × 46      | Asphalt       | Nordost-Südwest | 1971            |
| 09L/27R     | 2286 × 46      | Beton         | Ost-West        | 20.11.2008      |
| 09C/27C     | 3427 × 61      | Beton         | Ost-West        | 05.11.2020      |
| 09R/27L     | 3432 × 46      | Asphalt/Beton | Ost-West        | 1943/02.12.2021 |
| 10L/28R     | 3962 × 46      | Asphalt/Beton | Ost-West        | 1968/25.09.2008 |
| 10C/28C     | 3292 × 61      | Beton         | Ost-West        | 17.10.2013      |
| 10R/28L     | 2286 × 46      | Beton         | Ost-West        | 15.10.2015      |

1. ↑  Die alte Start- und Landebahn 09L/27R wurde am 30. August 2007 in 09R/27L umbenannt. Am 2. Dezember 2021 wurde die um 1004 Meter verlängerte Piste dem Verkehr übergeben.
2. ↑  Die alte Start- und Landebahn 09R/27L wurde am 5. Juli 2007 in 10/28 umbenannt und bis 2008 um 914 Meter erweitert. Die Erweiterung wurde am 25. September 2008 in Betrieb genommen. Später erfolgte eine Umbenennung in 10L/28R.

#### Geschlossene Start- und Landebahnen
| Bezeichnung   | Maße in Metern      | Belag         | Ausrichtung     | Inbetriebnahme | Entwidmung |
| ------------- | ------------------- | ------------- | --------------- | -------------- | ---------- |
| 14L/32R       | 3050 × 46           | Asphalt       | Nordwest-Südost | 1943           | 21.07.2016 |
| 14R/32L 15/33 | 3962 × 61 2949 × 61 | Asphalt/Beton | Nordwest-Südost | 1957           | 29.03.2018 |
| 18/36         | 1628 × 46           | Asphalt       | Nord-Süd        | 1943           | 29.09.2008 |

1. ↑  Die Start- und Landebahn 14R/32L wurde ab dem 6. Mai 2010 im Rahmen des O’Hare Modernization Program gekürzt und am 15. September 2016 in 15/33 umbenannt.

### Passagierterminals

Lageplan der beiden Flughäfen Chicagos

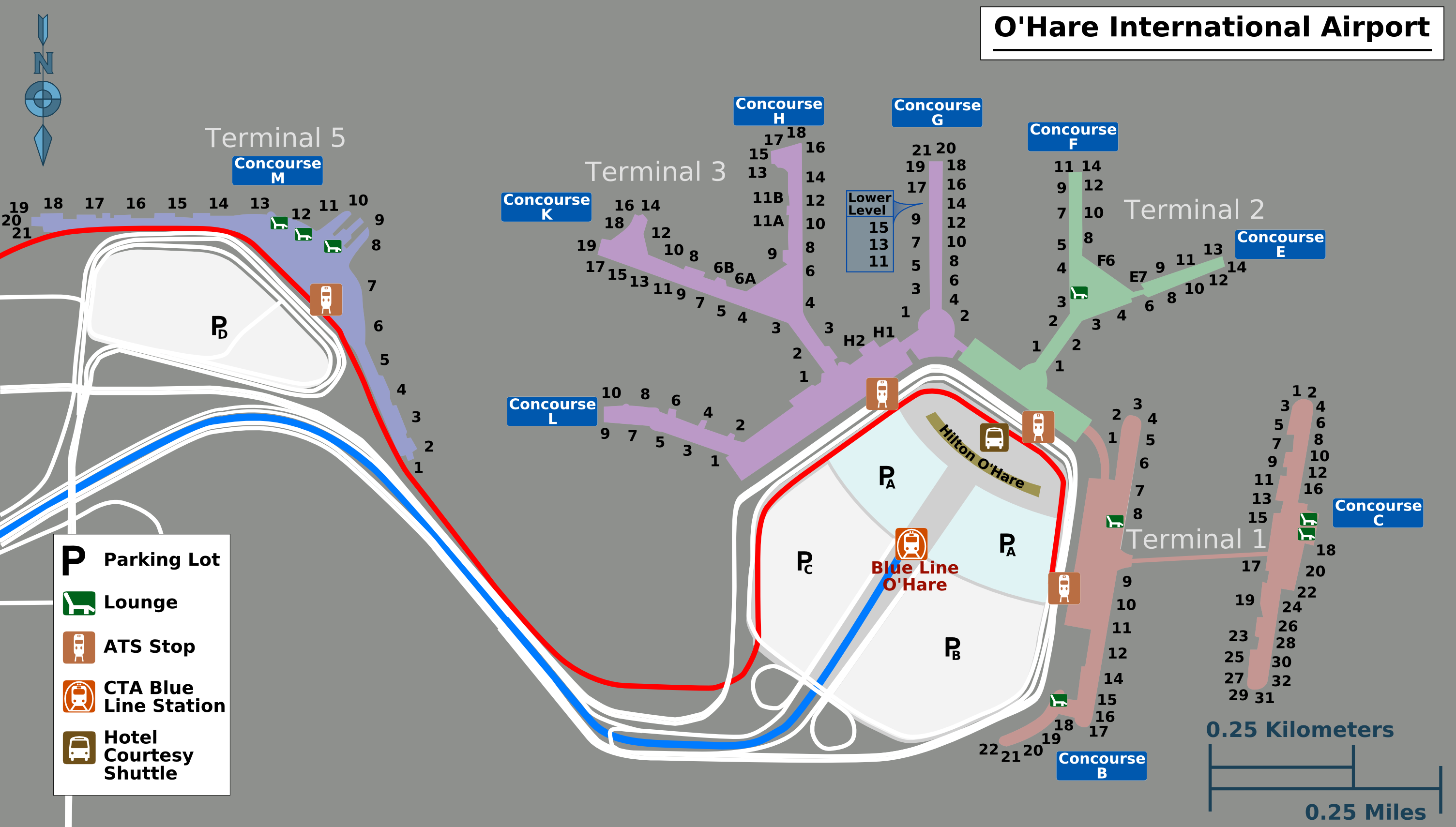
Karte der Passagierterminals

Der Flughafen Chicago O’Hare hat vier Passagierterminals mit insgesamt 202 Gates (Flugsteigen).
Die Terminals 1 bis 3 dienen den Inlandsflügen und einigen internationalen Abflügen, während Terminal 5 vor allem für den internationalen Flugverkehr genutzt wird. Terminal 4 existiert nicht mehr, nachdem die alte Abflughalle des internationalen Verkehrs in ein Verkehrszentrum für Chicagoer Stadtbusse umgewandelt wurde. Sie bedienen in folgender Konfiguration die genannten Fluggesellschaften:

#### Terminal 1
Das ursprüngliche Passagierterminal, das 1955 errichtet wurde, wurde 1987 durch das neue Terminal 1 ersetzt, das von Helmut Jahn entworfen wurde. Das Terminal wird in erster Linie von United Airlines genutzt, daneben werden auch Abflüge von All Nippon Airways, Ethiopian Airlines und der Lufthansa im Terminal 1 abgefertigt. Das Terminal besteht dabei aus zwei Gebäuden (Concourse B und C), die durch einen Tunnel verbunden sind. Terminal 1 hat 52 Gates an zwei Concourses:
- Concourse B – 22 Gates
- Concourse C – 30 Gates

United Airlines betreibt vier Lounges im Terminal 1.

#### Terminal 2

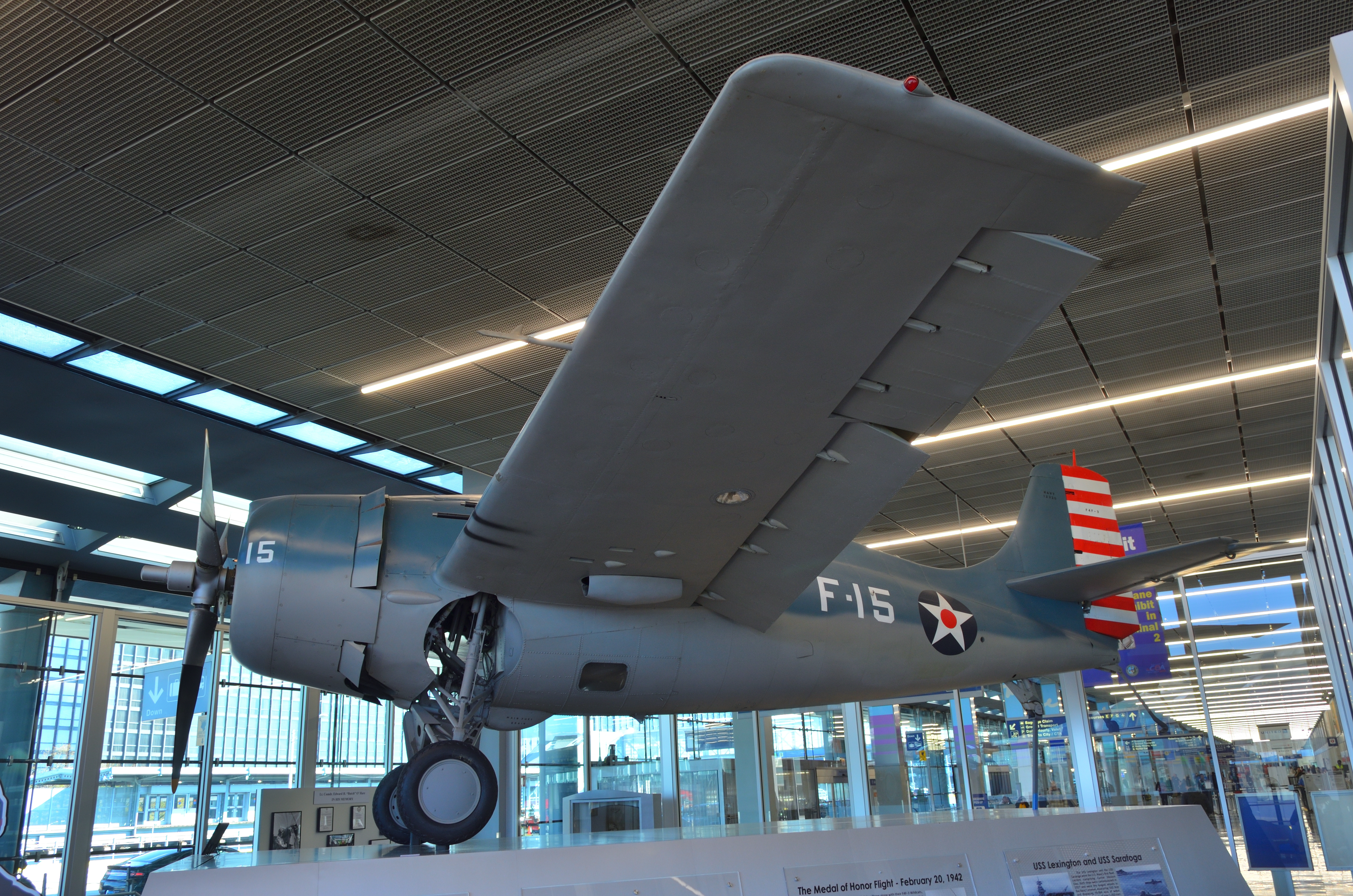
Eine in Terminal 2 aufgestellte Grumman F4F Wildcat zu Ehren des Namensgebers Edward O’Hare

Das Terminal 2 wurde ursprünglich am 17. Januar 1962 eröffnet. Es soll künftig durch das neue Global Terminal ersetzt werden.
In Terminal 2 werden Flüge von Air Canada, Alaska Airlines, jetBlue Airways und Southern Airways Express abgewickelt. Letztere Fluggesellschaft operiert von Terminal 2 aus, jedoch werden bei diesen Flügen die Check-ins von Terminal 1 aus durchgeführt. Terminal 2 hat 43 Gates an zwei Concourses:
- Concourse E – 16 Gates
- Concourse F – 27 Gates

United Airlines betreibt einen United Club in Concourse F am Gate F9.

#### Terminal 3

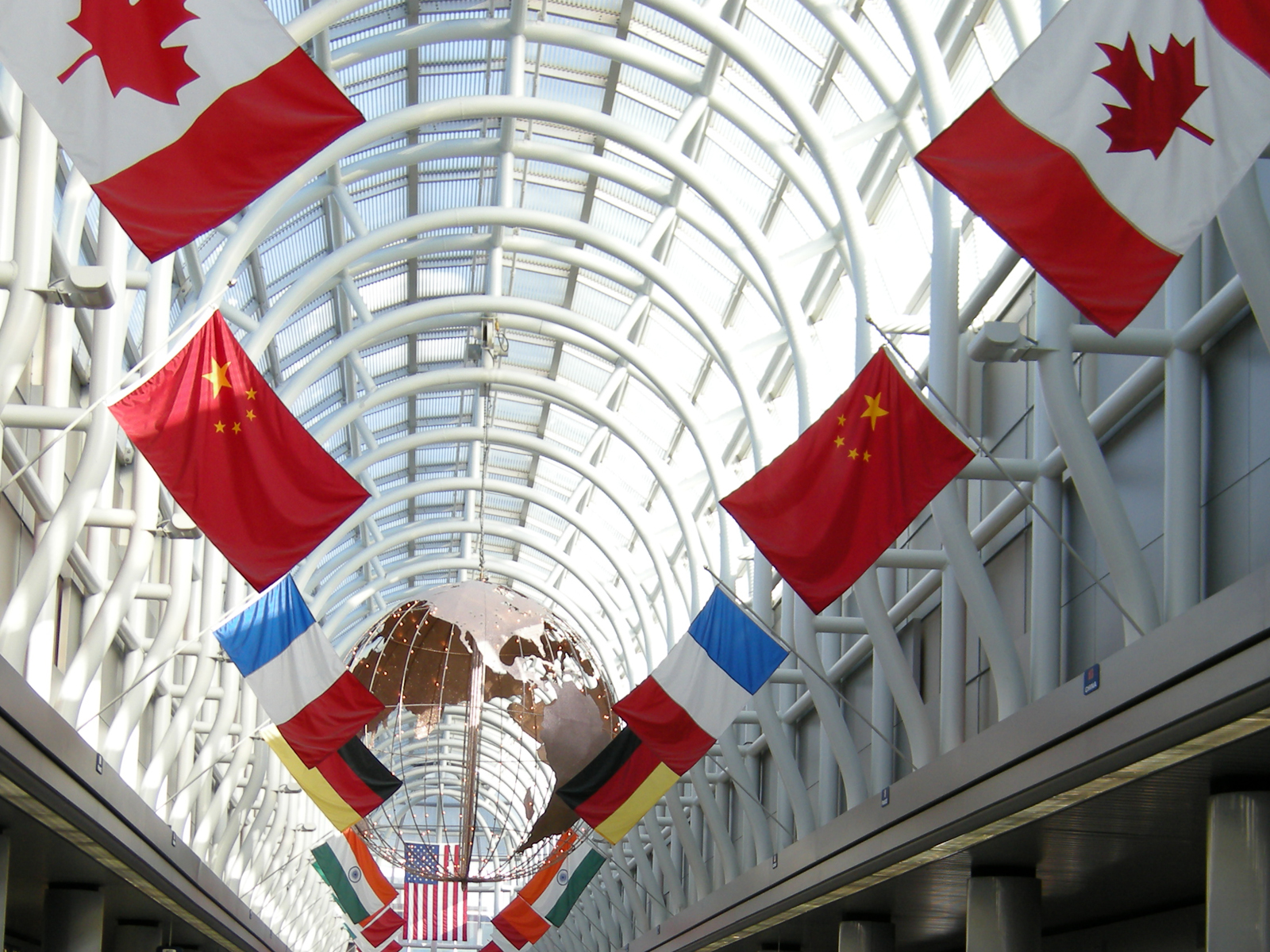
Hall of Flags in Terminal 3

Das Terminal 3 wurde ursprünglich am 17. Januar 1962 eröffnet. Im Jahr 1984 wurde es um den Concourse L erweitert, der anschließend von Delta Air Lines genutzt wurde. Am 10. Mai 1990 schloss American Airlines einen Umbau des Terminals ab. Im Jahr 2018 eröffnete American Airlines ein Gebäude mit fünf zusätzlichen Flugsteigen. Es liegt nördlich des Concourse L und wird als L-Stinger bezeichnet.
Terminal 3 dient als Hub für American Airlines sowie (für Abflüge) auch für die Fluggesellschaften Cape Air, Contour Airlines, Denver Air Connection, Iberia (nur Abflüge), Japan Airlines (nur Abflüge) und Spirit Airlines. Zudem werden auch Inlandsflüge von nicht zugehörigen Billigfluggesellschaften in Terminal 3 abgewickelt. Terminal 3 hat 77 Gates, verteilt auf vier Concourses:
- Concourse G – 23 Gates
- Concourse H – 17 Gates
- Concourse K – 16 Gates
- Concourse L – 21 Gates

Im Terminal 3 befinden sich Lounges von American Airlines, Iberia und Japan Airlines.

#### Terminal 5 (International Terminal)

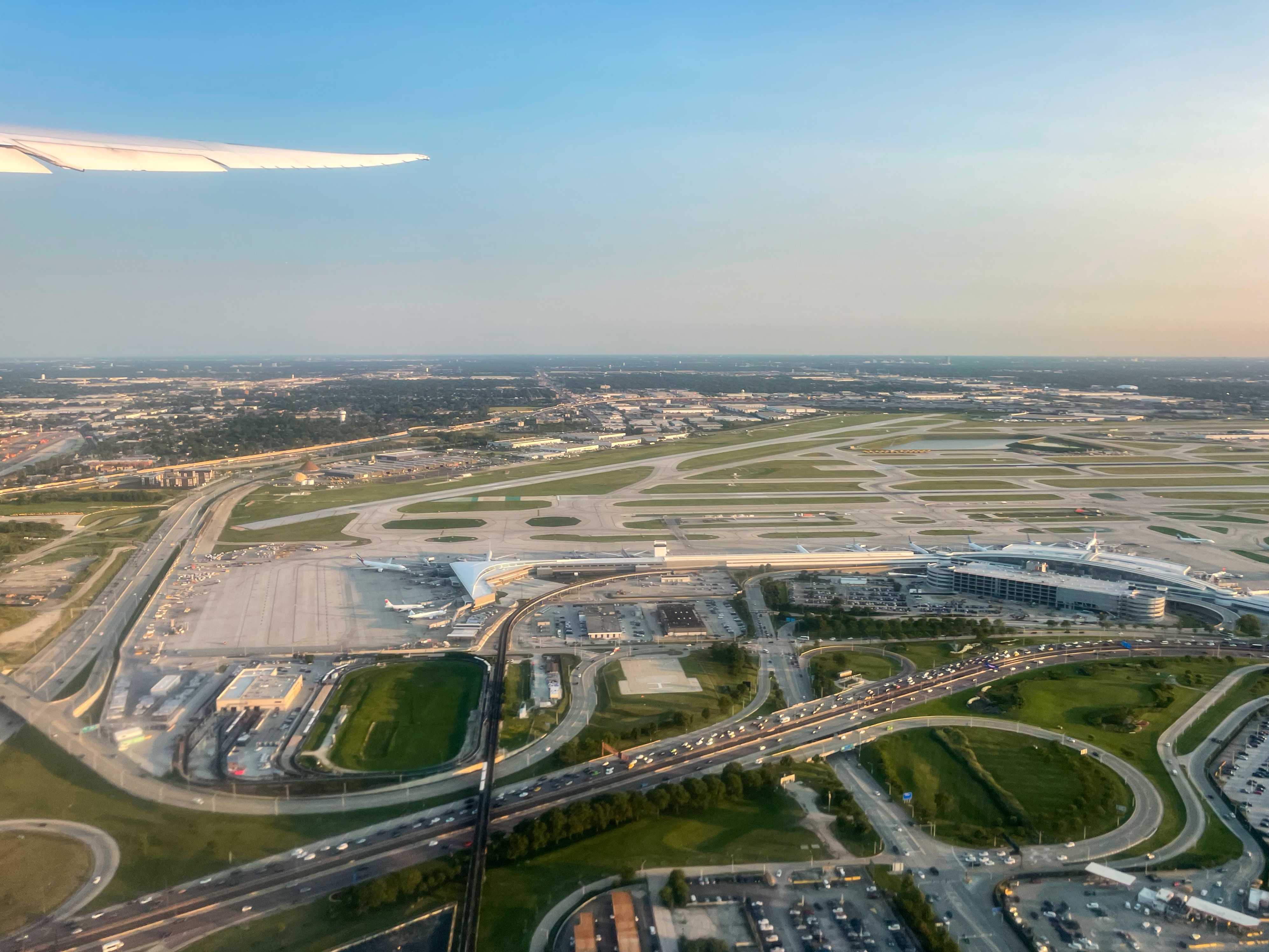
Blick auf Terminal 5 und Teile des Flughafens beim Start

Das Terminal 5 wurde am 27. Mai 1993 eröffnet. Zum Zeitpunkt seiner Eröffnung war es mit 21 Flugsteigen ausgestattet und hatte eine Kapazität von vier Millionen Passagieren pro Jahr.
Sämtliche internationalen Flüge (ausgenommen jene Flüge von Orten mit Vorabfertigung) kommen in Terminal 5 an. Zudem fliegen von Terminal 5 etliche nicht-US Gesellschaften sowie einige Billigfluggesellschaften ab. Terminal 5 hat 30 Gates und einen Concourse (Concourse M).
Terminal 5 beherbergt Lounges von British Airways, Delta Air Lines, SAS Scandinavian Airlines und Swissport.

### Ehemalige Passagierterminals

#### Altes Terminal 1
Das alte Terminal 1 wurde ursprünglich am 29. Oktober 1955 als erstes Passagierterminal des Flughafens eröffnet. Zuletzt bestand es aus drei Concourses mit den Bezeichnungen A bis C. Mitte der 1980er Jahre wurde es abgerissen, an seiner Stelle wurde das neue Terminal 1 errichtet.

#### Terminal 4
Das internationale Terminal 4 wurde am 15. März 1985 als Interimslösung eröffnet, um Platz für das neue Terminal 1 zu schaffen. Es befand sich im großen Parkhaus des Flughafens. Die Passagiere wurden mit Bussen zu den Parkpositionen für Flugzeuge auf internationalen Flüge gebracht. Die Parkpositionen befanden sich östlich von Terminal 3.

### Frachtterminals
Die Frachtterminals verteilen sich auf ein nordöstliches Vorfeld und drei Vorfelder zwischen den im Süden des Flughafens gelegenen Start- und Landebahnen 10C/28C und 10R/28L.

### Kontrolltürme

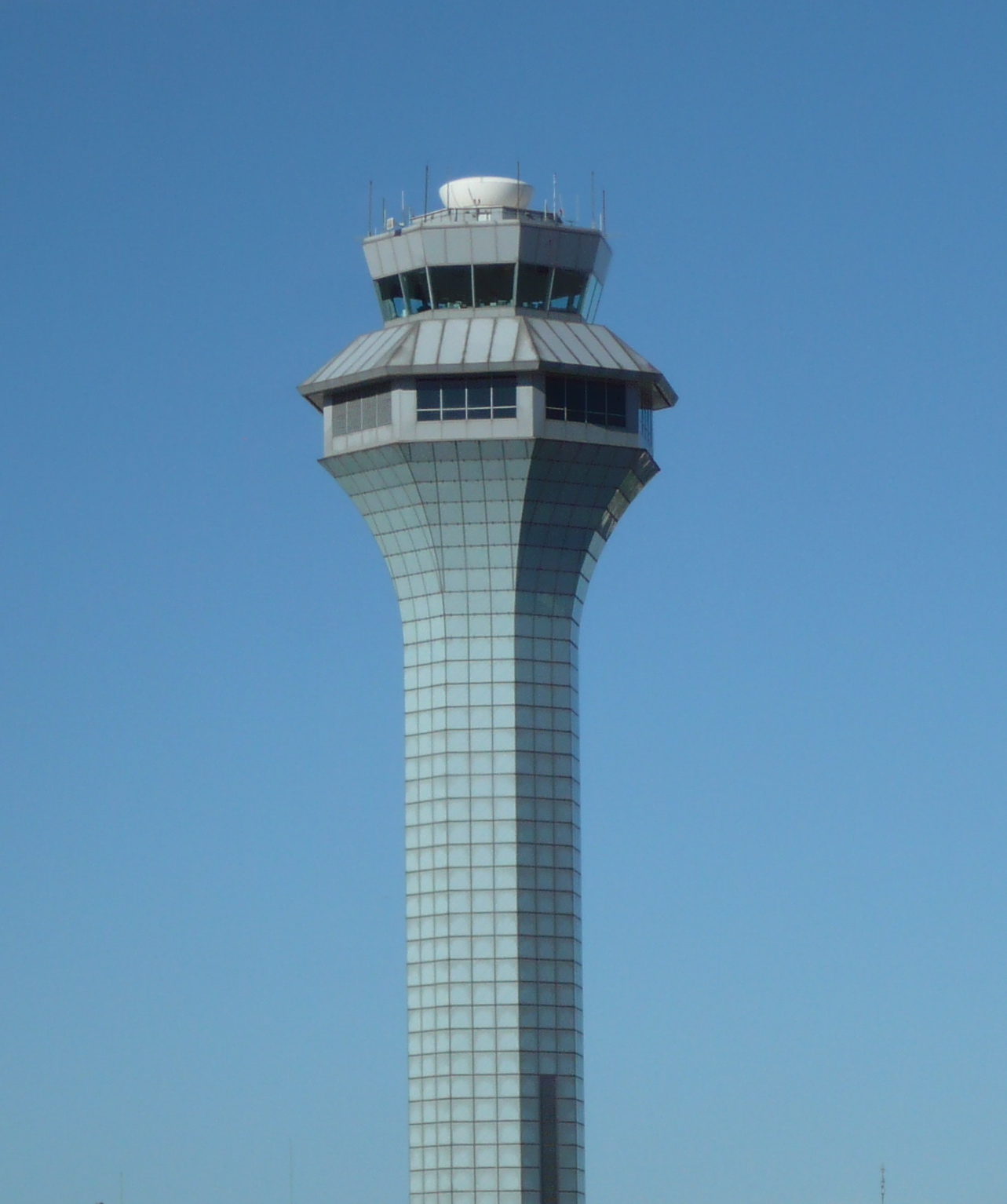
Der mittlere Kontrollturm

Am Chicago O’Hare International Airport werden drei Kontrolltürme gleichzeitig betrieben. Der älteste noch in Betrieb befindliche Kontrollturm liegt zwischen der Rotunda und der Zufahrtsstraße zum Terminal. Er hat eine Höhe von 79 Metern und wurde im Oktober 1996 eröffnet. Im Jahr 2008 wurde ein 78 Meter hoher nördlicher Kontrollturm (North Airport Traffic Control Tower) eröffnet, um die Start- und Landebahn 09L/27R vollständig einsehen zu können. Da auch die Start- und Landebahn 10R/28L vom alten Kontrollturm nicht vollständig einsehbar ist, wurde gleichzeitig ein weiterer Kontrollturm im Süden des Flughafens (South Airport Traffic Control Tower) errichtet.

#### Ehemaliger Kontrollturm
Ein Kontrollturm zwischen dem Flughafenhotel und dem Terminal 2 wurde am 4. Mai 1971 in Betrieb genommen. Zu diesem Zeitpunkt war er mit einer Höhe von 61 Metern der höchste Kontrollturm in den Vereinigten Staaten. 1993 wurde er durch einen neuen Kontrollturm ersetzt.

## Fluggesellschaften und Ziele
Der Chicago O’Hare International Airport dient American Airlines und United Airlines als Drehkreuz. Insgesamt wird er von 46 Passagierfluggesellschaften genutzt. Daneben befördern mehr als 25 Fluggesellschaften Luftfracht.
Im August 2023 wurden Nonstopflüge zu 166 nationalen und 113 internationalen Zielen angeboten. Im deutschsprachigen Raum werden Frankfurt, München, Wien und Zürich bedient.

## Verkehrszahlen
| Jahr | Fluggastaufkommen | Fluggastaufkommen | Fluggastaufkommen | Luftfracht (Tonnen) (mit Luftpost) | Flugbewegungen |
| Jahr | National          | International     | Gesamt            | Luftfracht (Tonnen) (mit Luftpost) | Flugbewegungen |
| ---- | ----------------- | ----------------- | ----------------- | ---------------------------------- | -------------- |
| 2022 | 57.065.945        | 11.274.674        | 68.340.619        | 2.235.709                          | 711.561        |
| 2021 | 48.406.251        | 5.614.148         | 54.020.399        | 2.536.576                          | 684.201        |
| 2020 | 27.240.850        | 3.619.401         | 30.860.251        | 2.002.671                          | 538.211        |
| 2019 | 70.450.326        | 14.198.789        | 84.649.115        | 1.788.001                          | 919.704        |
| 2018 | 69.298.241        | 13.947.231        | 83.245.472        | 1.862.353                          | 903.747        |
| 2017 | 67.362.667        | 12.465.516        | 79.828.183        | 1.774.637                          | 867.049        |
| 2016 | 66.210.437        | 11.750.192        | 77.960.629        | 1.568.754                          | 867.635        |
| 2015 | 65.943.490        | 11.006.014        | 76.949.504        | 1.580.770                          | 875.136        |
| 2014 | 59.321.544        | 10.753.660        | 70.075.204        | 1.431.838                          | 881.933        |
| 2013 | 56.826.176        | 10.261.745        | 67.087.921        | 1.301.245                          | 883.287        |
| 2012 | 56.858.016        | 9.973.012         | 66.831.028        | 1.309.543                          | 878.108        |
| 2011 | 56.781.748        | 10.023.841        | 66.805.589        | 1.365.510                          | 878.798        |
| 2010 | 56.615.214        | 10.410.977        | 67.026.191        | 1.430.674                          | 882.617        |
| 2009 | 53.958.603        | 10.439.179        | 64.397.782        | 1.087.194                          | 827.899        |
| 2008 | 59.332.468        | 11.486.547        | 70.819.015        | 1.343.402                          | 881.566        |
| 2007 | 64.270.672        | 11.911.353        | 76.182.025        | 1.533.815                          | 926.973        |
| 2006 | 64.576.289        | 11.705.923        | 76.282.212        | 1.558.553                          | 958.643        |
| 2005 | 65.124.169        | 11.456.977        | 76.581.146        | 1.543.526                          | 972.248        |
| 2004 | 64.684.429        | 10.849.393        | 75.533.822        | 1.529.339                          | 992.427        |
| 2003 | 60.197.706        | 9.310.966         | 69.508.672        | 1.453.070                          | 928.691        |
| 2002 | 57.626.957        | 8.938.995         | 66.565.952        | 1.303.067                          | 922.817        |
| 2001 | 57.913.099        | 9.534.965         | 67.448.064        | 1.282.609                          | 911.917        |
| 2000 | 61.682.172        | 10.462.072        | 72.144.244        | 1.488.258                          | 908.989        |
| 1999 | -                 | -                 | 72.609.191        | 1.481.671                          | 896.228        |
| 1998 | -                 | -                 | 72.369.951        | 1.440.033                          | 897.354        |

1. ↑  Bis 1999
2. ↑  Bis 1999

### Verkehrsreichste Strecken
| Rang | Stadt                        | Passagiere | Fluggesellschaften                                              |
| ---- | ---------------------------- | ---------- | --------------------------------------------------------------- |
| 01   | Los Angeles, Kalifornien     | 1.145.470  | Alaska, American, Spirit, United                                |
| 02   | New York–LaGuardia, New York | 1.114.490  | American, Delta/Delta Connection, Spirit, United/United Express |
| 03   | Denver, Colorado             | 977.160    | American, Frontier, Spirit, United                              |
| 04   | Orlando, Florida             | 819.080    |                                                                 |
| 05   | San Francisco, Kalifornien   | 799.240    | Alaska, American, United                                        |
| 06   | Las Vegas, Nevada            | 790.050    |                                                                 |
| 07   | Phoenix–Sky Harbor, Arizona  | 784.550    | American, Frontier, United                                      |
| 08   | Dallas/Fort Worth, Texas     | 779.030    | American, Spirit, United/United Express                         |
| 09   | Newark, New Jersey           | 747.260    |                                                                 |
| 10   | Boston, Massachusetts        | 726.840    | American, Delta Connection, JetBlue, Spirit, United             |

## Zwischenfälle
- Am 17. September 1961 geriet eine Lockheed L-188C Electra der US-amerikanischen Northwest Airlines (Luftfahrzeugkennzeichen N137US) nach dem Abheben vom Flughafen Chicago O’Hare in einen immer weiter zunehmenden Querneigungswinkel nach rechts. Aus der maximal erreichten Höhe von etwa 80 Metern sank das Flugzeug zu Boden, schlug mit einer Querneigung von 85° neben einer Eisenbahnlinie auf und wurde zerstört. Die Unfallursache war das Versagen des primären Querruder-Steuerungssystems aufgrund eines unsachgemäßen Austauschs der Querruder-Verstärkungseinheit durch Wartungsmechaniker, was zum Verlust der Kontrolle über das Flugzeug führte. Alle 37 Insassen, fünf Besatzungsmitglieder und 32 Passagiere, wurden getötet.[38]

- Am 16. Dezember 1961 wurde eine Douglas DC-7 der US-amerikanischen Delta Air Lines (N4871C) bei der Landung auf dem Flughafen Chicago-O’Hare irreparabel beschädigt. Alle Insassen überlebten den Unfall.[39]

- Am 16. August 1965 verschwand eine Boeing 727-22 der United Airlines (N7036U) im Anflug auf den Flughafen Chicago O’Hare aus 6000 Fuß Höhe und wurde etwa 50 km ostnordöstlich des Flughafens im Wasser des Lake Michigan gefunden. Die Ursache für den Unfall konnte nicht geklärt werden. Alle 30 Personen an Bord kamen ums Leben (siehe auch United-Air-Lines-Flug 389).[40]

- Am 21. März 1968 brach der Kapitän einer Boeing 727-22C auf einem Frachtflug der United Airlines (N7425U) den Start vom Flughafen Chicago O’Hare erst kurz nach dem Abheben ab. Die akustische Warnung vor unsicherer Start-Konfiguration war während des Startlaufs fast kontinuierlich aktiv; dennoch wurde der Start zunächst fortgesetzt. Als Ursache stellte sich heraus, dass die Landeklappen und Vorflügel auf eine Stellung von 2° statt der notwendigen 5° bis 25° ausgefahren worden waren. Alle drei Besatzungsmitglieder überlebten.[41]

- Am 27. Dezember 1968 verlor der Kapitän einer Convair CV-580 der US-amerikanischen North Central Airlines (N2045) beim Durchstarten am Flughafen Chicago O’Hare in schlechtem Wetter die räumliche Orientierung. Die Maschine stürzte ab und krachte fast in Rückenlage auf einen Hangar. Dabei kamen 27 der 45 Insassen ums Leben, drei Besatzungsmitglieder und 24 Passagiere, sowie eine Person am Boden.[42]

- Am 20. Dezember 1972 wurde eine Convair CV-880 der US-amerikanischen Delta Air Lines (N8807E), die nach ihrer Landung in dichtem Nebel auf dem Flughafen Chicago-O’Hare rollte, von einer startenden Douglas DC-9 der North Central Airlines (N954N) gerammt. Die Piloten der DC-9 der North Central hatten die Starterlaubnis von der Flugverkehrskontrolle am Flughafen O’Hare erhalten, während die kurz zuvor gelandete CV-880 der Delta Air Lines die Anweisung erhielt, die Piste zu überqueren und zum Vorfeld zu rollen. Die DC-9 hatte gerade im dichten Nebel abgehoben als sie das Heck der CV-880 traf. Durch diesen Fluglotsenfehler wurden zehn der 45 Menschen an Bord der DC-9 bei der Kollision getötet, 15 Personen verletzt. An Bord der CV-880 wurden zwei Personen leicht verletzt, aber alle 88 Insassen der CV-880, sieben Besatzungsmitglieder und 81 Passagiere, überlebten den Unfall.[43]

- Am 25. Mai 1979 verlor eine Maschine des Typs McDonnell Douglas DC-10 zehn Sekunden nach dem Start auf dem Flughafen O’Hare das linke Triebwerk. Die Piloten drosselten daraufhin routinemäßig die Geschwindigkeit, nicht wissend, dass durch den Abriss der Turbine die Hydraulikleitungen beschädigt waren und sich der Vorflügel eingefahren hatte. So lieferte bei reduzierter Geschwindigkeit der rechte Flügel noch Auftrieb und der linke nicht mehr. Das Flugzeug kippte nach links und stürzte ab, wobei alle 271 Personen an Bord und zwei Menschen am Boden getötet wurden (siehe auch American-Airlines-Flug 191).